# 50 Words for Snow
50 Words for Snow är det tionde studioalbumet av den brittiska artisten Kate Bush, lanserat 2011 på hennes eget skivbolag Fish People. Det hade då gått sex år sedan hennes förra albumsläpp Aerial, och albumet har förblivit hennes senaste studioalbum. Bush har sagt att albumets titel kommer från myten att det inom eskimåisk-aleutiska språk skulle finnas extremt många ord med betydelsen snö.

## Låtlista
(alla låtar komponerade av Kate Bush)
1. "Snowflake" - 9:52
2. "Lake Tahoe" - 11:08
3. "Misty" - 13:32
4. "Wild Man" - 7:17
5. "Snowed in at Wheeler Street" - 8:05 (Elton John medverkar på sång)
6. "50 Words for Snow" - 8:31
7. "Among Angels" - 6:49

## Listplaceringar
- UK Albums Chart, Storbritannien: #5[2]
- VG-lista, Norge: #13[3]
- Sverigetopplistan: #13[4]